# سباق طواف فرنسا 1963

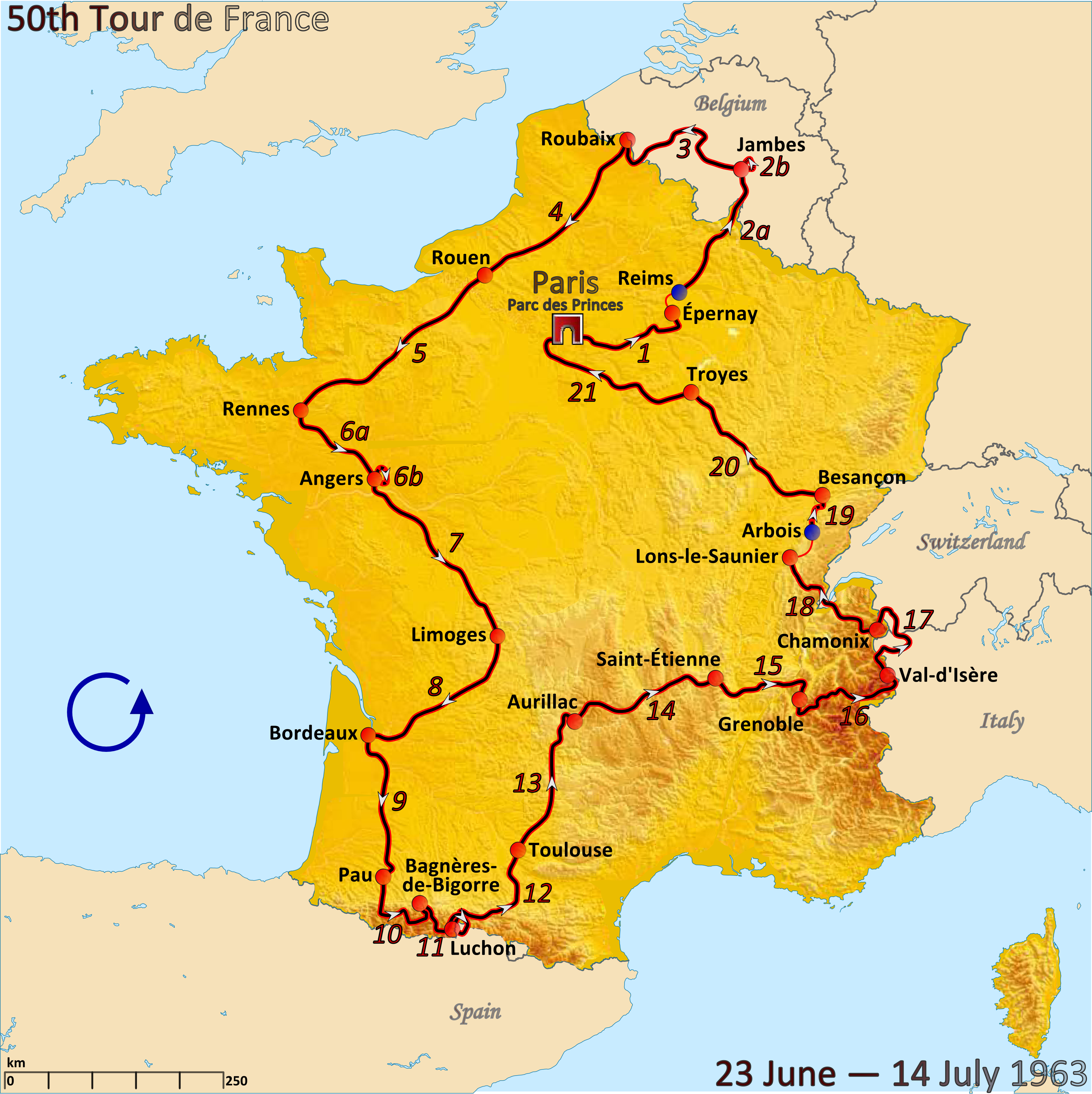
مسار طواف فرنسا لعام 1963

سباق طواف فرنسا 1963 من سلسلة سباقات سباق طواف فرنسا. أقيم هذا السباق في تاريخ 23 يونيو - 14 يوليو 1963 على 21 (23 including split stages) مراحل. بعد مرور 113 ساعة و30 دقيقة و05 ثانية وبعد طي 4137 كم بمتوسط 37.092 كم في الساعة فاز بالميدالية الذهبية جاك أنكويتيل من فرنسا، فيما حصد فدريكو باهامونتيس من إسبانيا الميدالية الفضية، وكانت الميدالية البرونزية من نصيب خوزيه بيريز فرانسز من لوكسمبورغ.

## الميداليات
| ذهب                  | فضة                         | برونز                          |
| جاك أنكويتيل - فرنسا | فدريكو باهامونتيس - إسبانيا | خوزيه بيريز فرانسز - لوكسمبورغ |